# Český kubismus

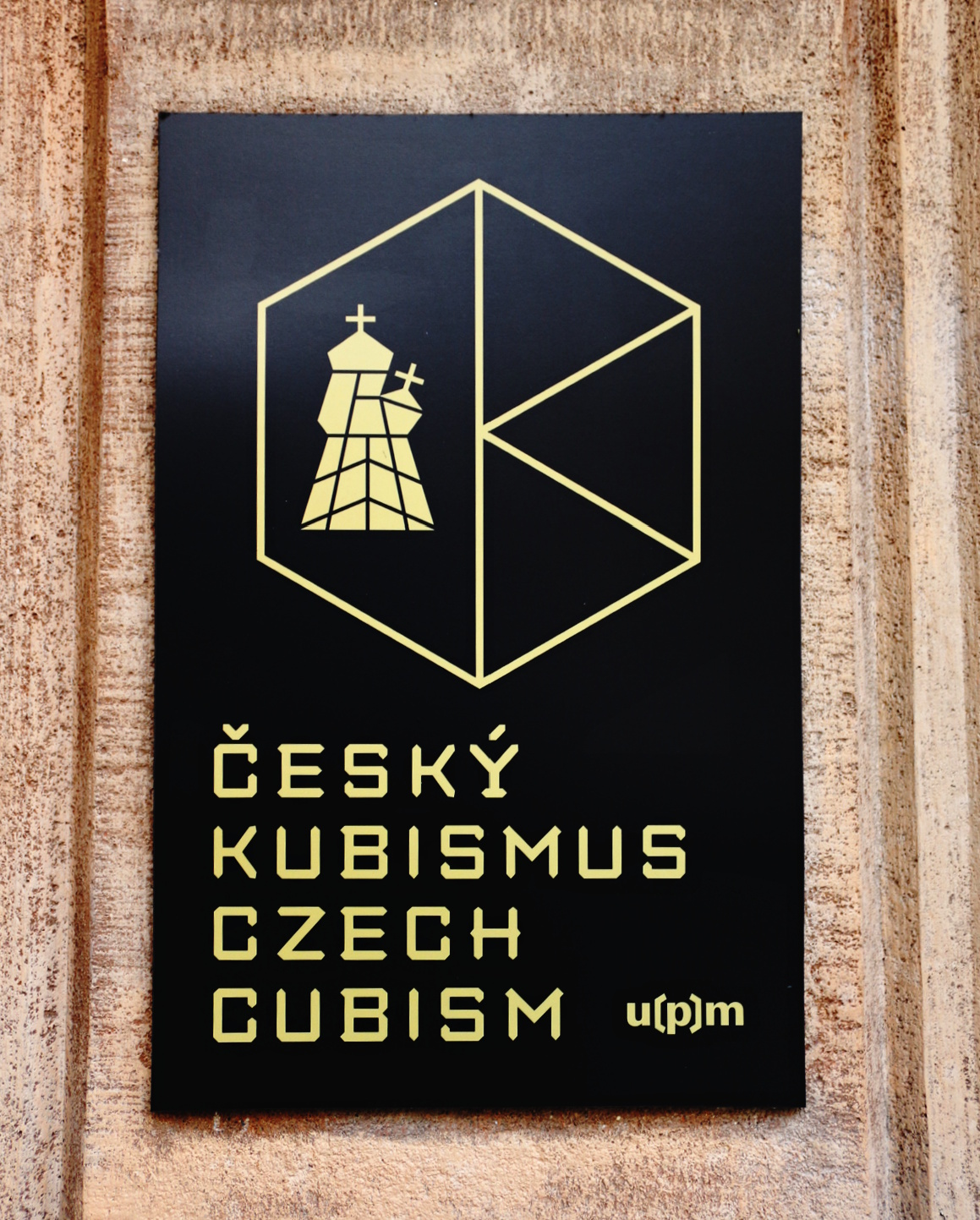
Dům U Černé Matky Boží - Muzeum českého kubismu

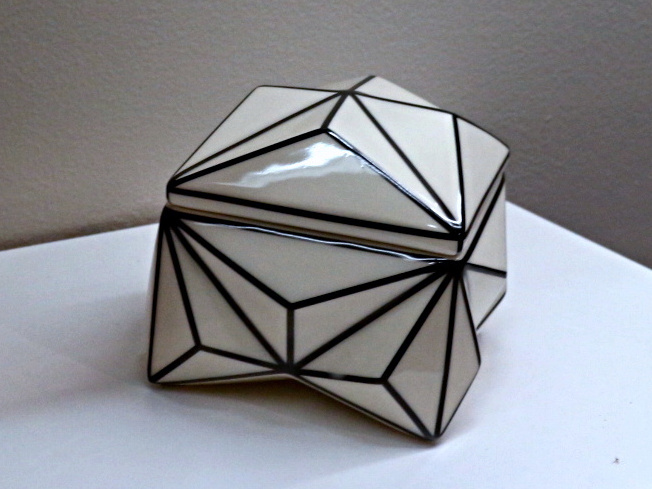
Příklad kubistického porcelánu, autor Pavel Janák

Český, respektive československý kubismus bylo velmi aktivní avantgardní umělecké hnutí v Československu na počátku 20. století.

## Historie
Vzorem byl francouzský kubismus, vzniklý jako avantgardní malířský a sochařský styl dvou dosavadních fauvistů Pabla Picassa a Georgese Braquea a jejich následovníků, bojujících proti dekorativismu secese a historismu v Paříži v  období Belle Époque, který reprezentovali oficiální výtvarníci každoročních pařížských Salónů (výstav), pařížská Akademie výtvarných umění a z Čechů zejména Alfons Mucha.
Český kubismus byl inspirován zejména pobyty českých výtvarníků v Paříži. Byl aktivní přibližně od roku 1910 po celá 20. léta 20. století především v Praze, kde se nejvýraznější představitelé stylu sdružili v uměleckém sdružení Mánes. Od francouzského se český kubismus odlišil, stal světoznámým a unikátním hlavně tím, že mezi zakladatele patřili architekti: Josef Gočár, Josef Chochol, Vlastislav Hofman a všestranný designér Pavel Janák a mezi jejich realizace domy. Česká kubistická architektura je unikátní, stejně jako design užitého umění a bytové kultury, které prosazovali výtvarníci v pražském družstvu Artěl a umělci různých profesí kolem spolku Devětsil. 
Malíři českého kubismu byli zejména Emil Filla, Antonín Procházka, Bohumil Kubišta, malíř a spisovatel Josef Čapek, krátce také Vincenc Beneš. 
První sochař: Otto Gutfreund (svou Úzkostí z roku 1912 patří mezi první kubo-expresionistické sochaře). Jako teoretikové umění vystupovali Vincenc Kramář a Václav Vilém Štech.
Základní stavební prvky kubismu jsou geometrické útvary čtverec, obdélník a trojúhelník, a tělesa hranol, krychle a jehlan. Nelze je ovšem užívat samostatně, nýbrž kombinovat s křivkami.
Po první světové válce se příliš jednoduchý koncept vyžil, převládající tendence hnutí se obrátily k rondokubismu (též české art déco). Jde o esteticky bohatší a složitější kombinace a průnik dosavadních prvků s ostatními geometrickými tvary, jako je kruh, elipsa, z těles koule, válec či kužel. Odpůrci stylu jej nazývali manýrou“ kubismu. Podobným vývojem prošel také italský futurismus, ruský kubofuturismus a mašinismus. Druhá frakce směřovala k abstrakci., jejími představiteli byl například František Kupka.

## Odmítnutí vídeňského vlivu
Obdivem a příklonem k pařížskému kubismu se čeští kubisté částečně odklonili od vídeňské secese a avantgardy, na které navazovala pražská Uměleckoprůmyslová škola. Praha jako město rakousko-uherské byla do 80. let 19. století spíše provinční, což nevyhovovalo ambicím mladých českých architektů. Starší generace Čechů i početná německá menšina zde sdíleli tradice historismu, jak v realizacích architektury novorenesanční (české Národní divadlo i Nového německé divadlo), novobarokní (činžovní domy, Kramářova vila), tak v reminiscencích na folklór. Na počátku 20. století se avantgardou staly novostavby, které vycházely z vídeňské secese. Geometrická secese v letech 1905-1910 a po ní kubismus se vymezovaly proti nim jako avantgarda a kulturní odpor.

## Podpora kubismu
Významnou úlohu průkopníka a popularizátora kubismu sehrál Vincenc Kramář (1877-1960), od roku 1911 jeden z prvních sběratelů Picassových a Braquových kubistických obrazů, které nakupoval u obchodníků s uměním, Ambroise Vollarda a Daniela-Henryho Kahnweilera. Sbírka odkázaná z dědictví Národní galerii v Praze, měla značný vliv na rozvoj kubismu v Československu. Kramář byl také v letech 1919 až 1939 ředitelem Obrazárny Společnosti vlasteneckých přátel umění a autorem prvního česky psaného teoretického spisu Kubismus (1920). 22. července 1921 Daniel-Henry Kahnweiler napsal Kramářovi, svému zákazníkovi a příteli: 
Pouze lituji, že v této knize, kde se jméno Daniel-Henry Kahnweiler objevuje na každé stránce, není jediný řádek, kterému bych rozuměl. Byl bych šťasten, kdyby byla přeložena do jazyka, který ovládám. Jsem si jist, že v této věci neexistuje kniha, která by pro mne tak zajímavá a názorná, jako ta Vaše .

## Architektura

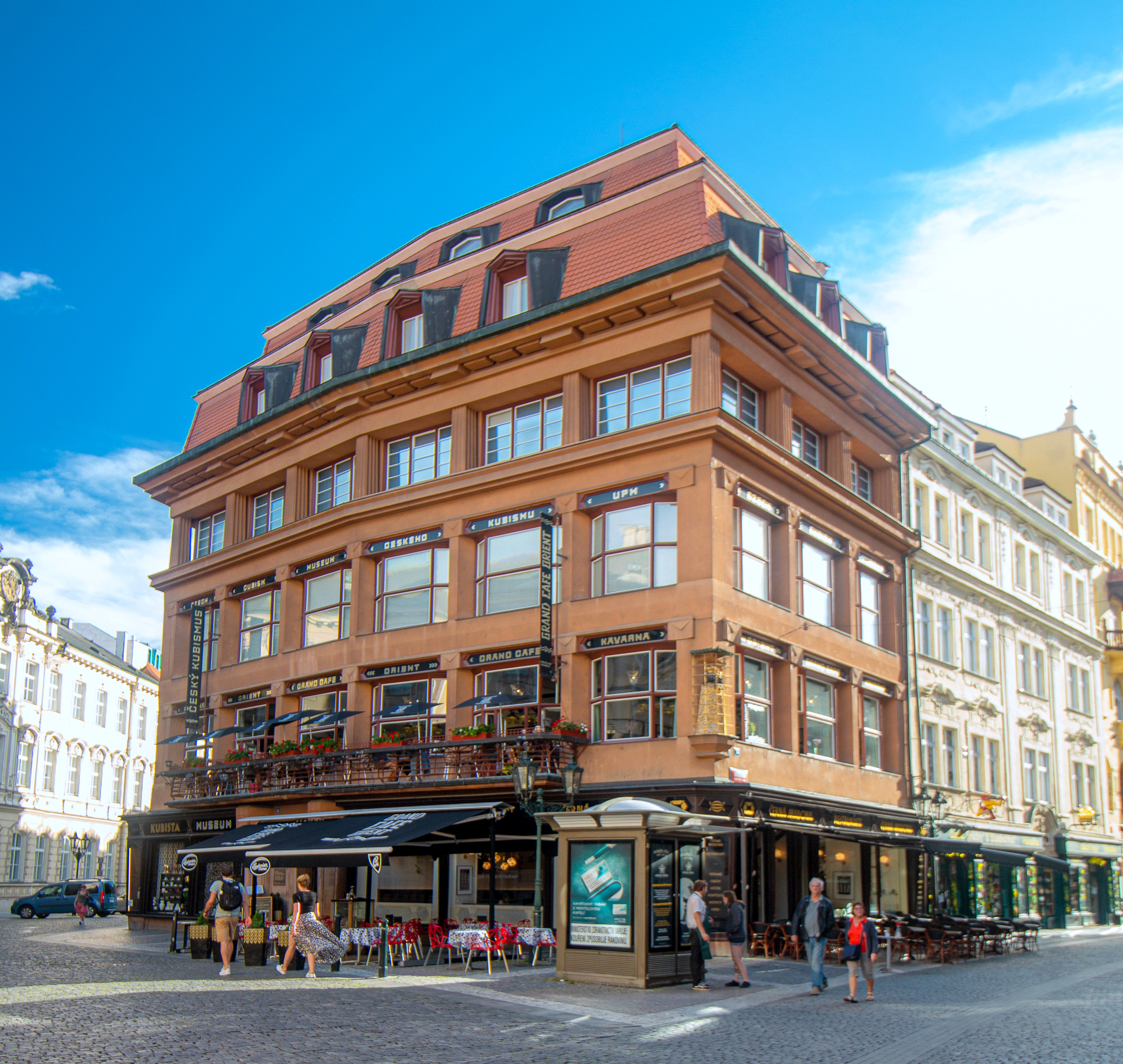
Dům U Černé Matky Boží, postavený roku 1912, Josef Gočár.

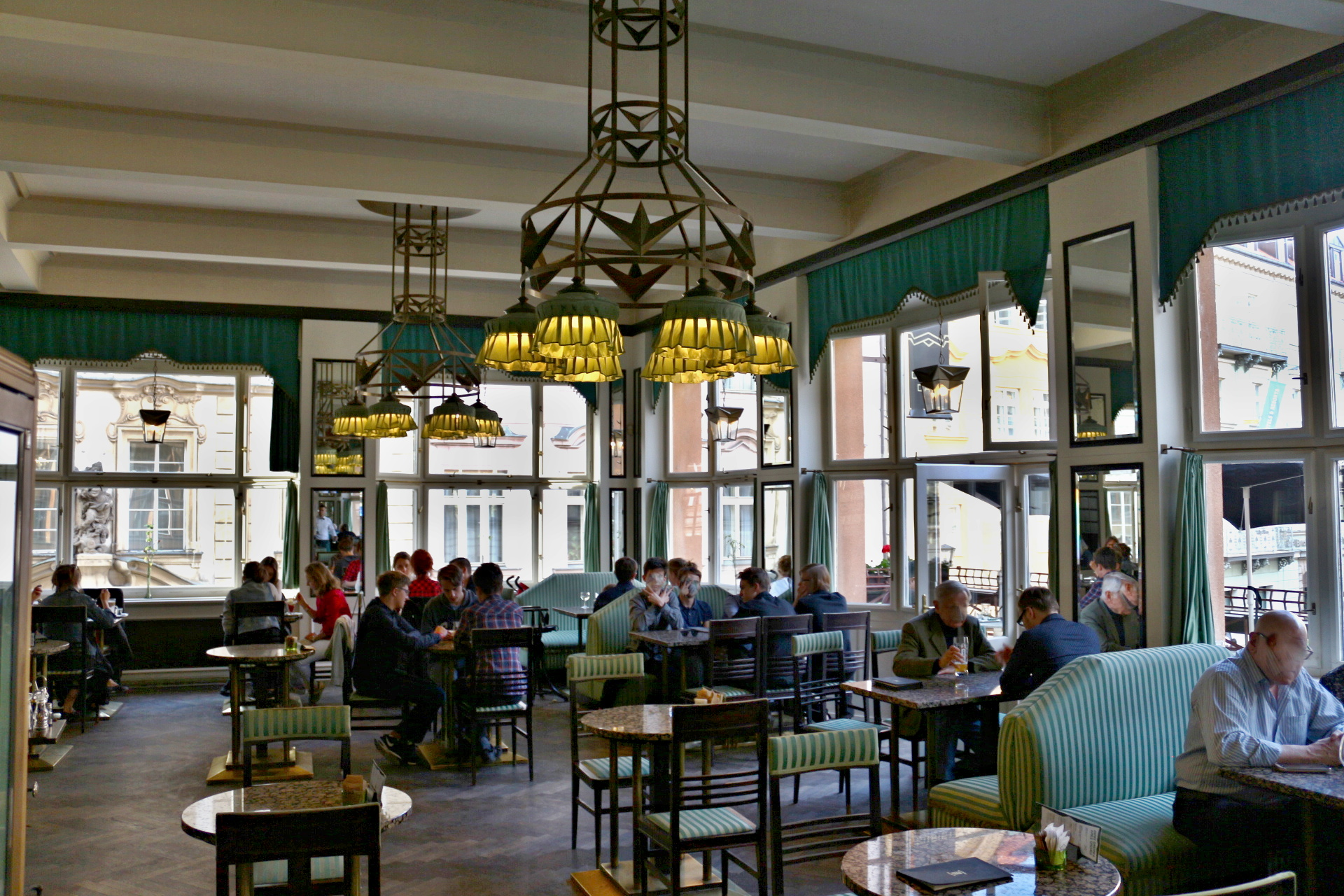
Grand Café Orient, jediná kubistická kavárna na světě

U některých architektů došlo k velmi výraznému ovlivnění kubismem. Kubistická architektura na českém území vznikala díky skupině architektů, v jejímž čele stáli Josef Gočár, Josef Chochol, Emil Králíček, Pavel Janák Otakar Novotný a další. Kubistický sloh je světově unikátní a nikde jinde nedosáhla kubistická architektura takového rozmachu jako v Česku. Na kubistickou architekturu později navazuje dekorativnější rondokubismus, zvaný také české art deco.
Architekti:
- Josef Gočár – Dům U Černé Matky Boží v Praze, Lázeňský dům v Bohdanči
- Josef Chochol – Kovařovicova vila v Praze pod Vyšehradem, činžovní dům v Neklanově ulici v Praze, trojdům na Rašínově nábřeží v Praze pod Vyšehradem
- Pavel Janák – Libeňský most v Praze, Škodův palác v Praze
- Otakar Novotný – Učitelské domy v Praze
- Vlastislav Hofman – Ďáblický hřbitov v Praze
- Emil Králíček – kubistická lucerna na Jungmannově náměstí v Praze[5], Dům Diamant v Lazarské ulici v Praze, Beniesova vila v Lysé nad Labem

### Galerie kubistické architektury

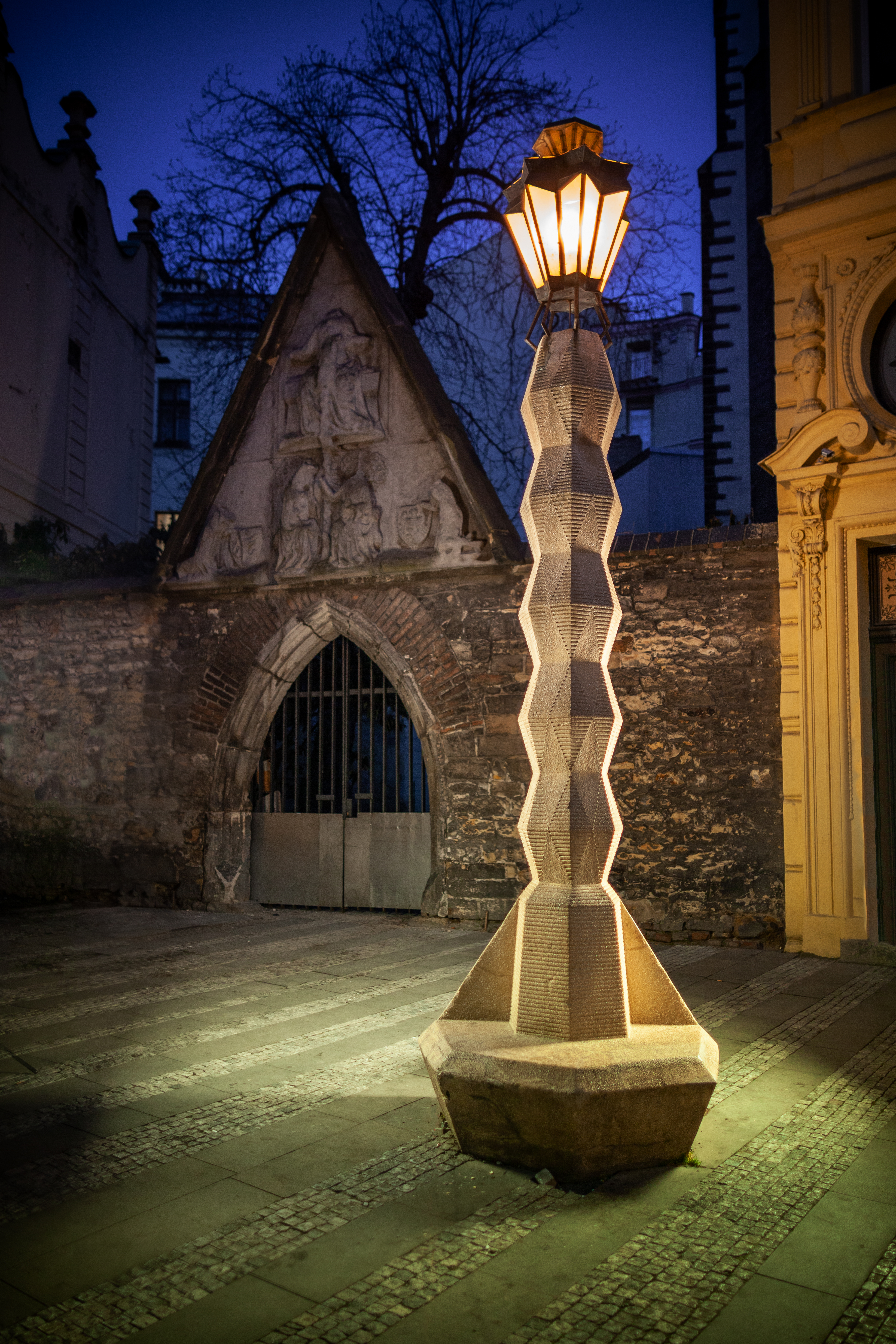
Jediná kubistická lampa veřejného osvětlení na světě, dílo Emila Králíčka
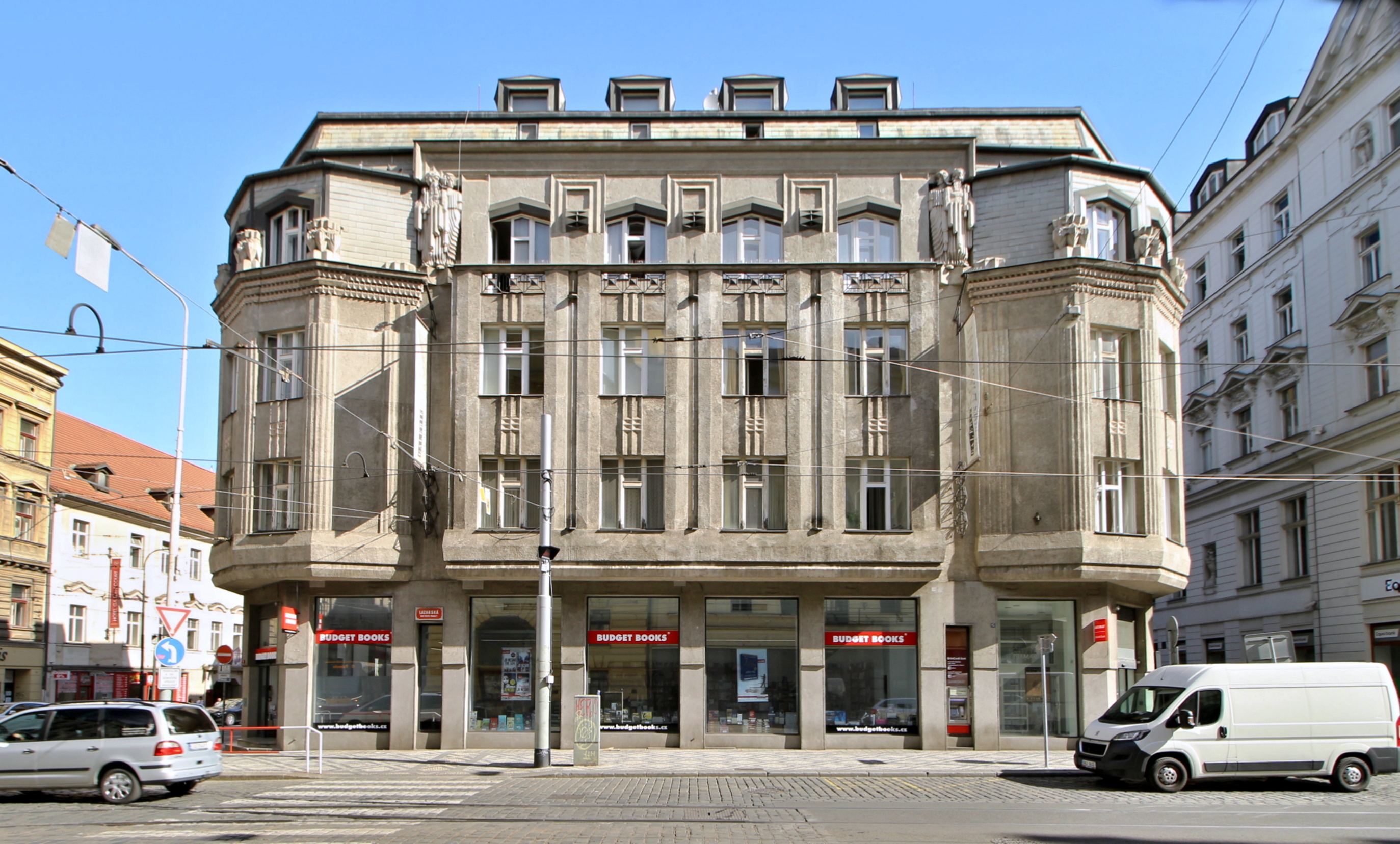
Palác Diamant, celkový pohled
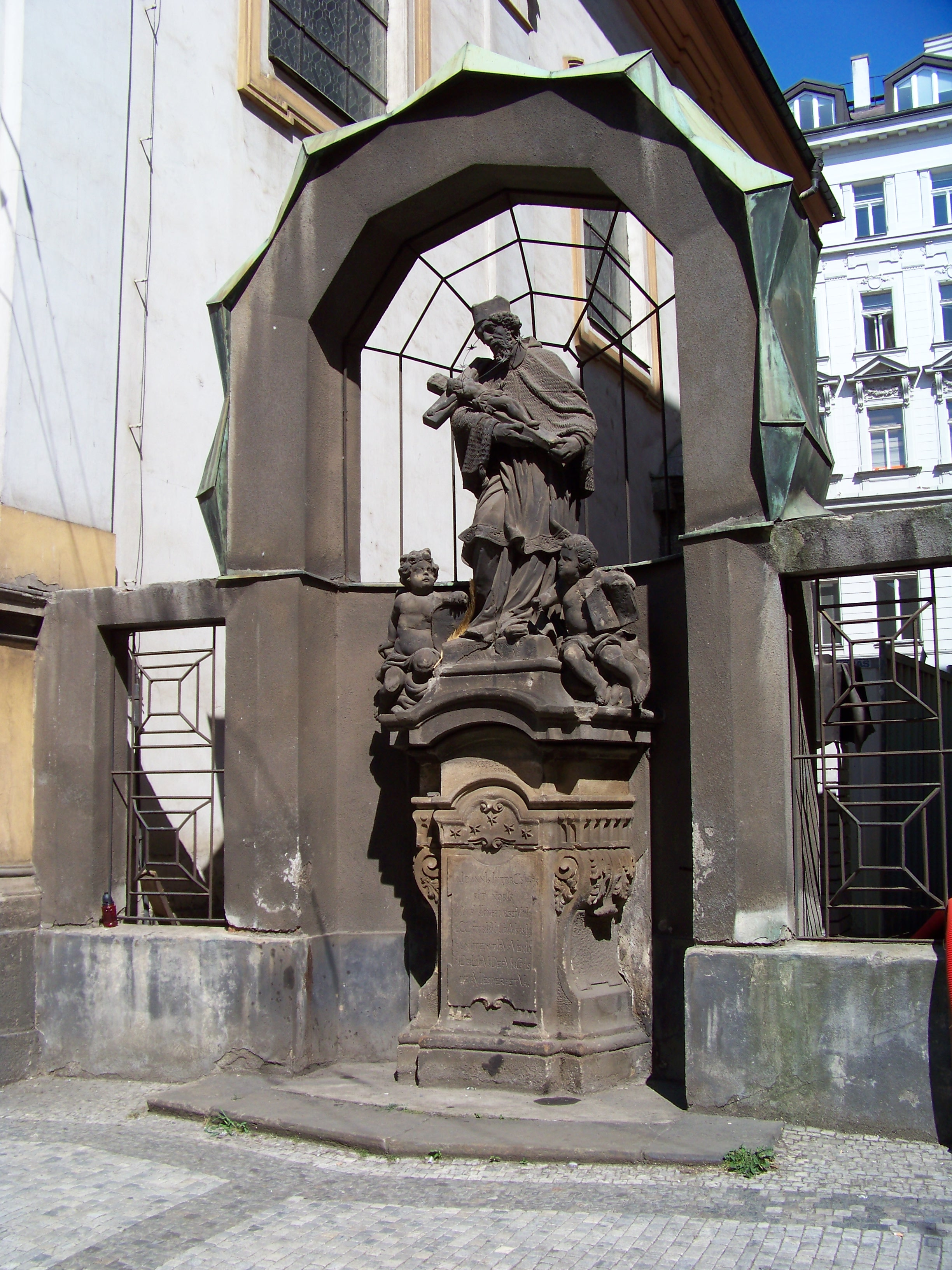
Kubistický portikus barokní sochou sv. Jana Nepomuckého u paláce Diamant
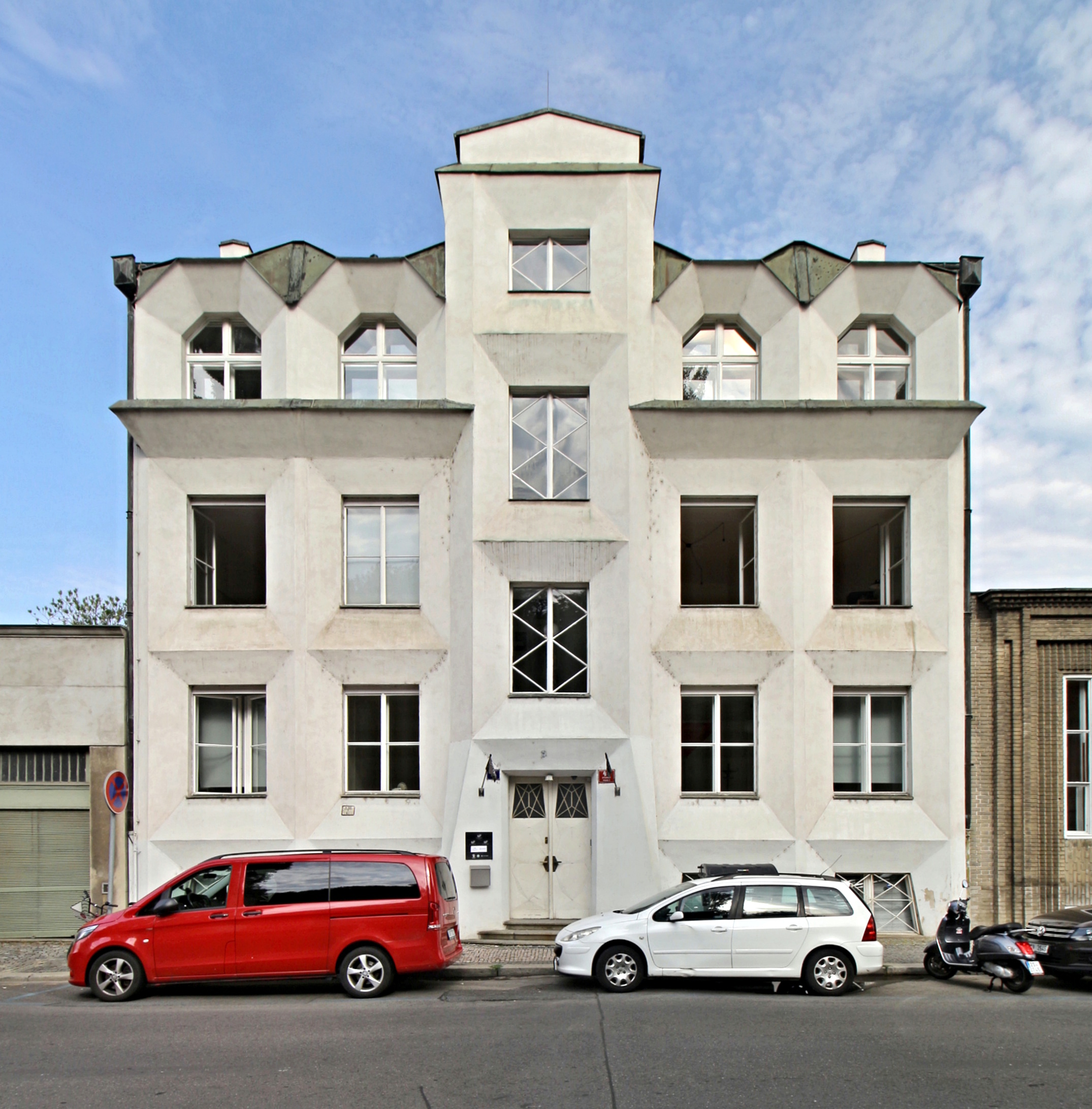
Vila stavitele Bedřicha Kovařovice od Josefa Chochola v Libušině ulici v Praze na Vyšehradě, uliční průčelí
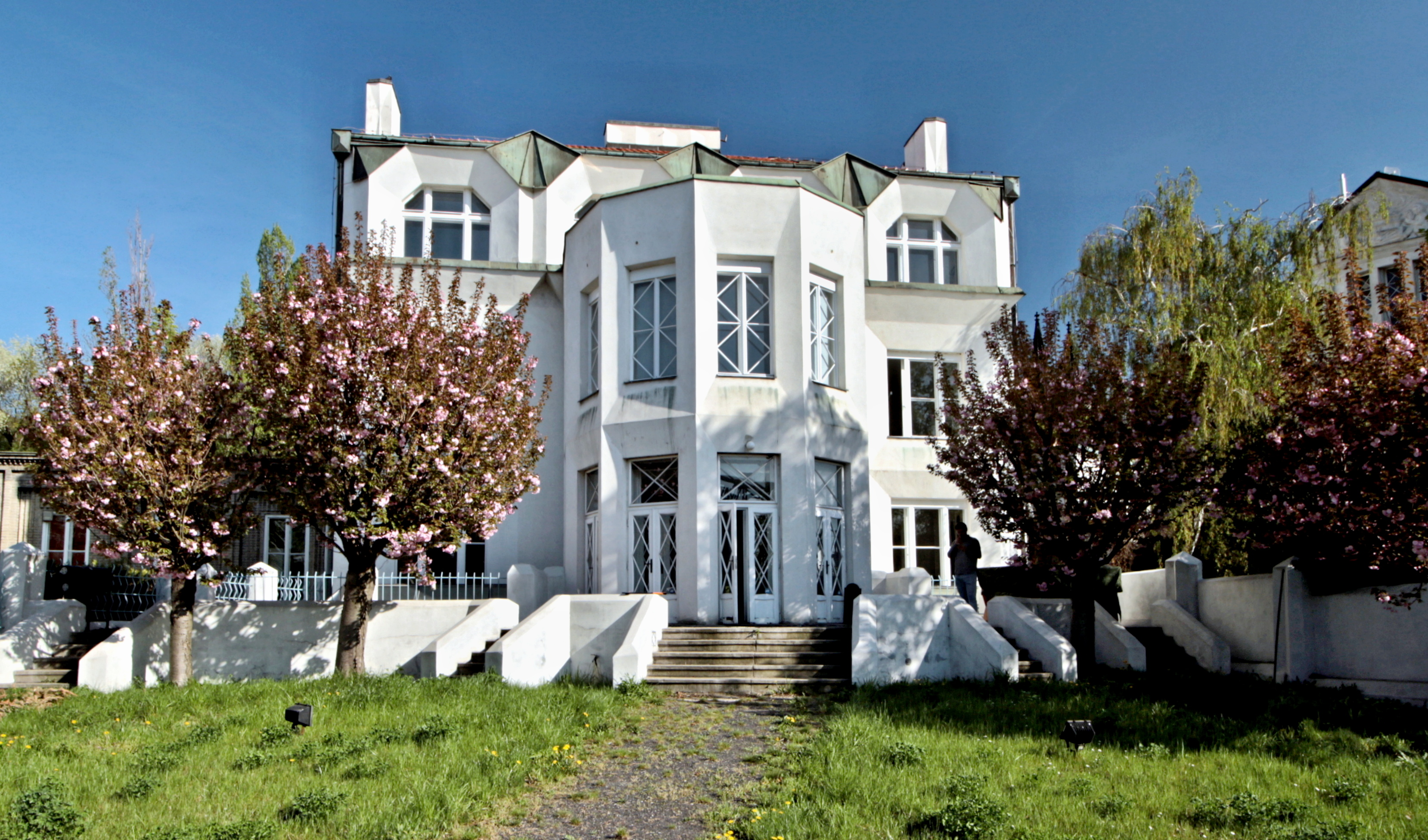
Kovařovicova vila, zahradní průčelí
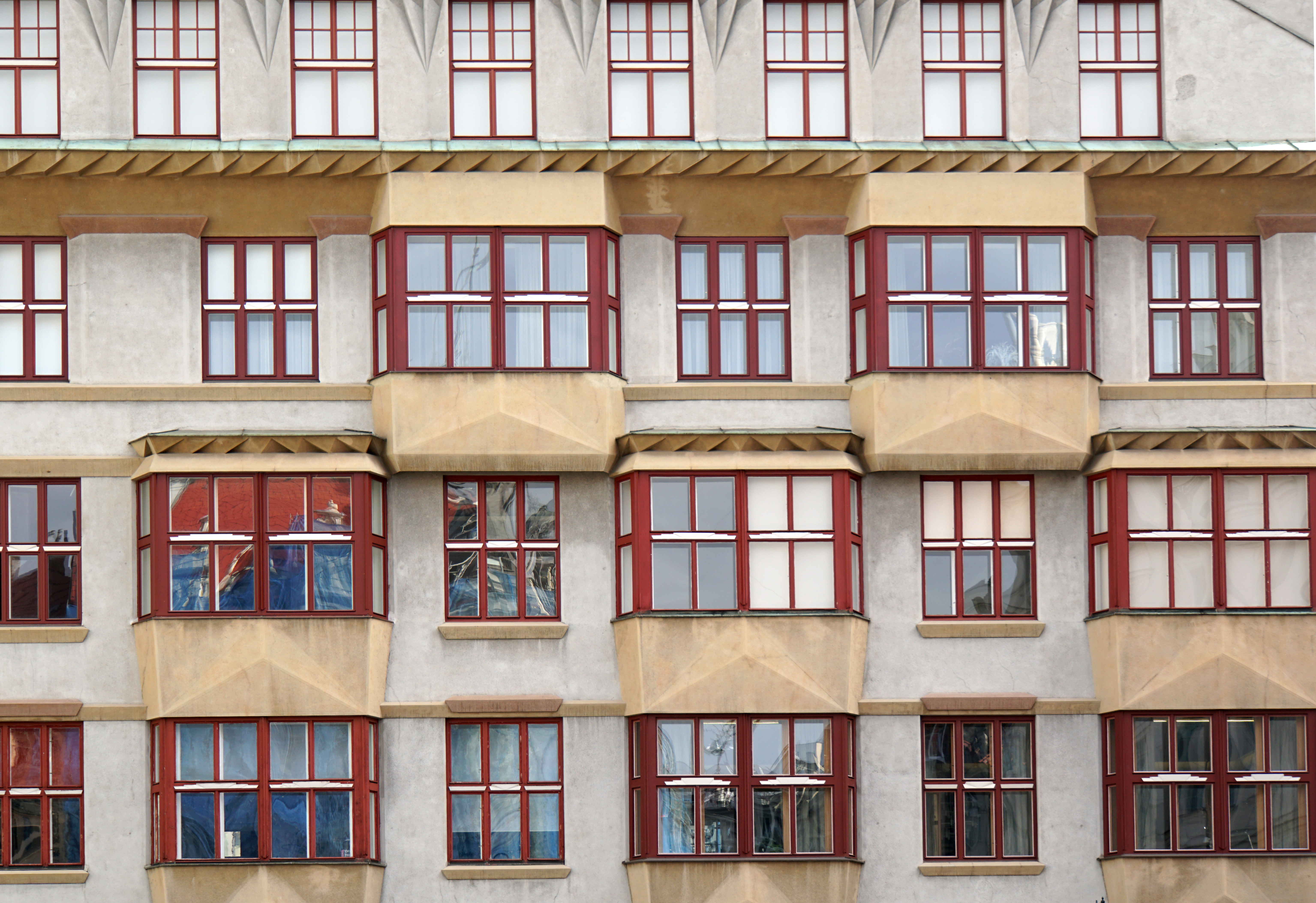
Učitelské domy v Praze, architekt Otakar Novotný
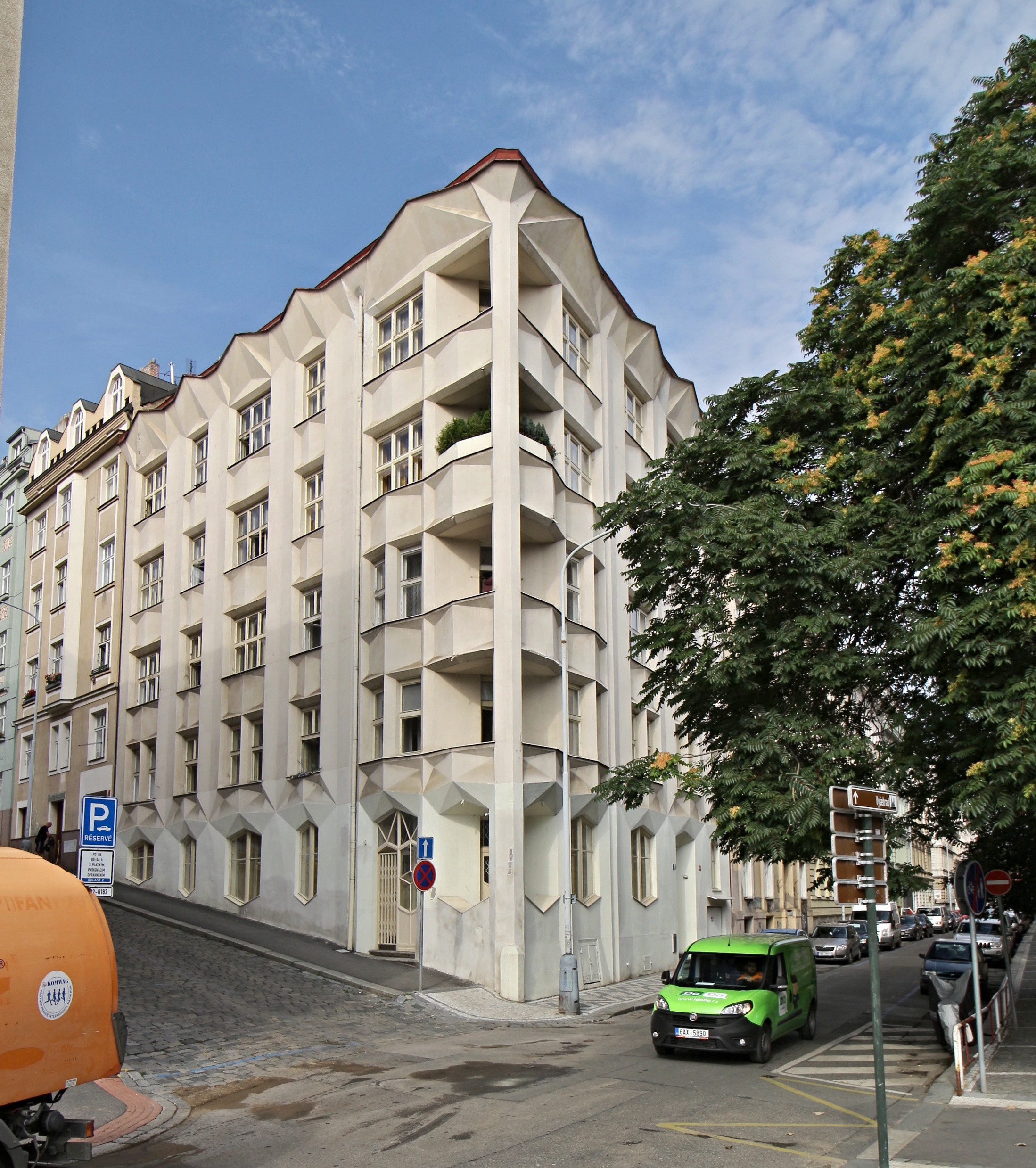
Kubistický činžovní dům na rohu Přemyslovy a Neklanovy ulice v Praze
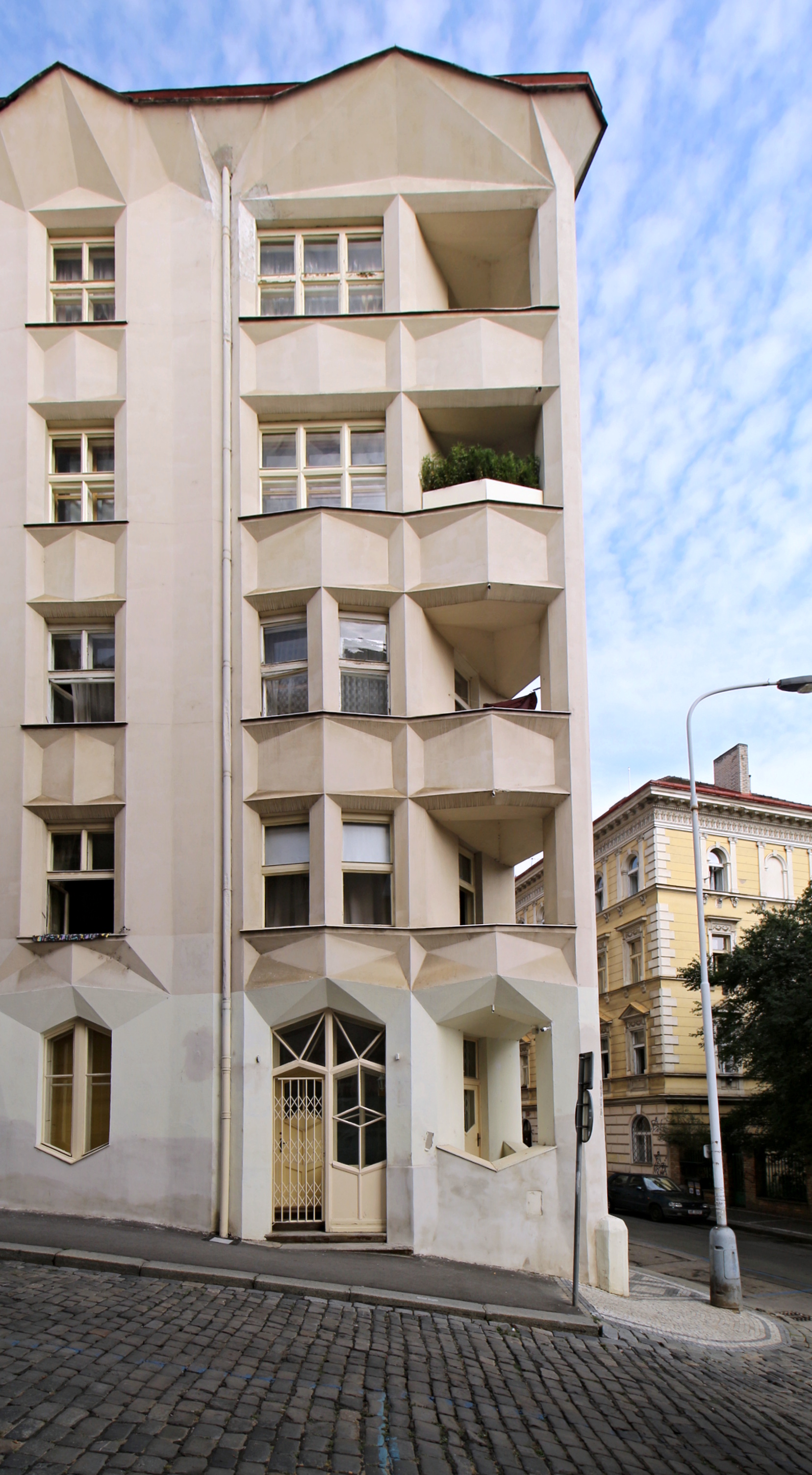
Kubistický činžovní dům na rohu Přemyslovy a Neklanovy ulice v Praze
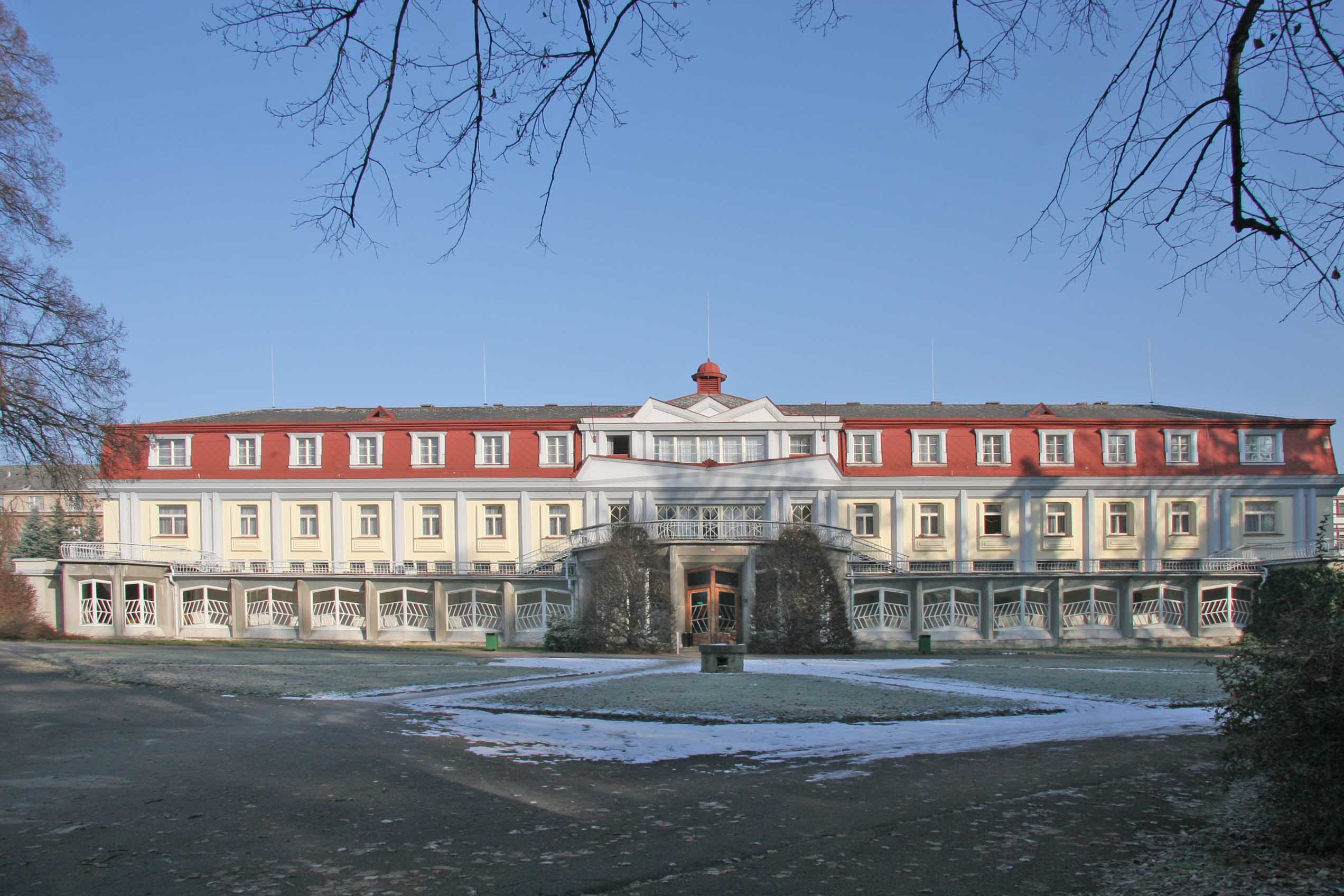
Lázeňský pavilon od Josefa Gočára v Lázních Bohdaneč
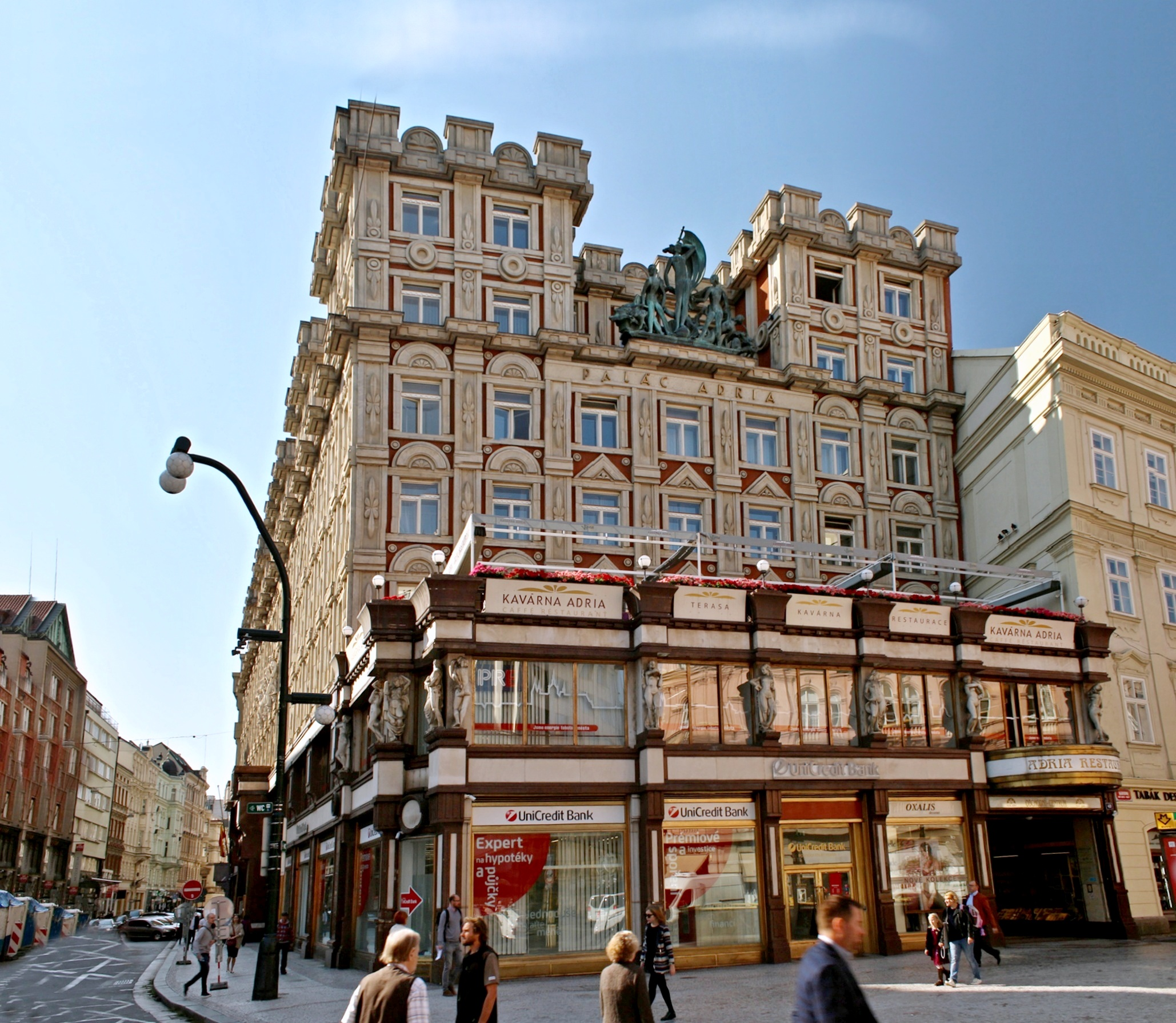
Rondokubistický palác Adria
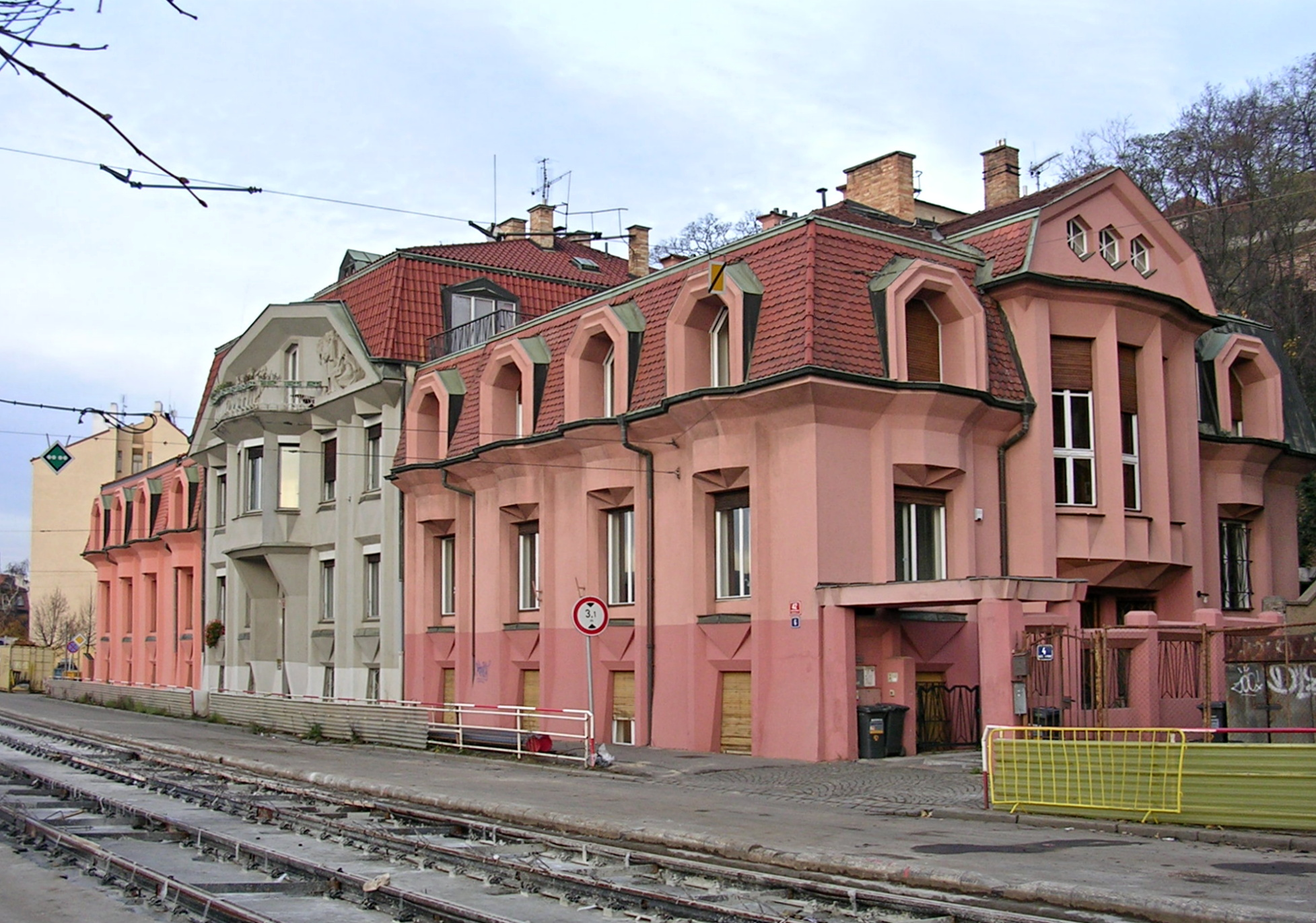
Kubistický trojdům na Rašínově nábřeží
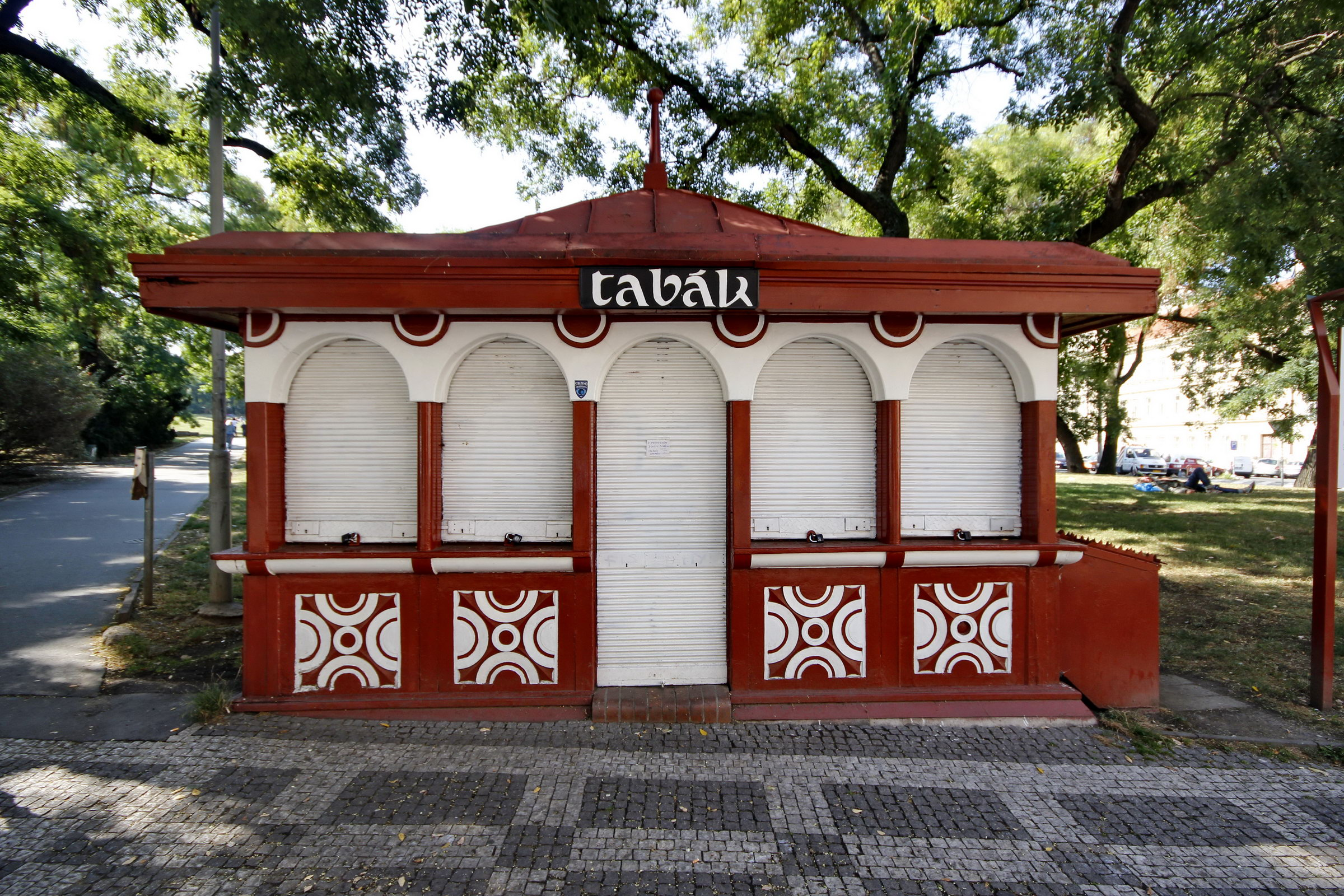
Kubistický kiosek, Praha 1-Nové Město, Bolzanova ulice. Připisováno Pavlu Janákovi